# Graphyllium pentamerum
Graphyllium pentamerum är en svampart som först beskrevs av Petter Adolf Karsten, och fick sitt nu gällande namn av M.E. Barr 1990. Graphyllium pentamerum ingår i släktet Graphyllium och familjen Hysteriaceae.   Inga underarter finns listade i Catalogue of Life.
I den svenska databasen Dyntaxa används istället namnet Comoclathris pentamera för samma taxon.  Arten är reproducerande i Sverige.